# Фишер, Урс (футболист)
Урс Фишер (нем. Urs Fischer; род. 20 февраля 1966, Тринген, Люцерн) — швейцарский футболист и тренер.

## Карьера игрока
Фишер — воспитанник «Цюриха», за который играл в 1973—1987 годах. 7 апреля 1984 года в матче против «Сьона» дебютировал на профессиональном уровне. В период с 1987 по 1995 год выступал за «Санкт-Галлен». В 1996 году вернулся в родной «Цюрих», где и закончил карьеру игрока в 2003 году. В сезоне 1999/2000 помог команде выиграть национальный кубок.
В 1989—1990 годах играл за национальную сборную. Всего за первую команду сыграл 4 матча.

## Карьера тренера
Начинал тренерскую карьеру с родного «Цюриха», где в 2010 году был назначен главным тренером. В первом сезоне под руководством Фишера команда заняла 6 место, и в марте 2012 года Фишер был уволен из клуба. В январе 2013 года стал тренировать «Тун». По итогам сезона 2013/14 команда заняла 6 место. В следующем сезоне «Тун» выступил удачнее, заняв 4 место в лиге, вышел в Лигу Европы. В июне 2015 года перебрался в «Базель».

## Тренерская статистика
| Команда        | Страна    | Начало работы  | Окончание работы | Результаты | Результаты | Результаты | Результаты | Результаты |
| Команда        | Страна    | Начало работы  | Окончание работы | И          | В          | Н          | П          | В %        |
| -------------- | --------- | -------------- | ---------------- | ---------- | ---------- | ---------- | ---------- | ---------- |
| Цюрих          | Швейцария | 19 апреля 2010 | 12 марта 2012    | 83         | 38         | 19         | 26         | 045,78     |
| Тун            | Швейцария | 1 января 2013  | 17 июня 2015     | 112        | 46         | 30         | 36         | 041,07     |
| Базель         | Швейцария | 1 июля 2015    | 30 июня 2017     | 102        | 68         | 20         | 14         | 066,67     |
| Унион (Берлин) | Германия  | 1 июля 2018    | 15 ноября 2023   | 224        | 95         | 58         | 71         | 042,41     |
| Всего          | Всего     | Всего          | Всего            | 521        | 247        | 127        | 147        | 047,41     |

## Достижения

### В качестве игрока
«Цюрих»
- Обладатель Кубка Швейцарии: 1999/00

### В качестве тренера
«Базель»
- Чемпион Швейцарии: 2015/16, 2016/17
- Обладатель Кубка Швейцарии: 2016/17

### Личные
- Футбольный тренер года в Германии: 2023